# Rita (pel·lícula de 2024)
Rita és una pel·lícula de terror de fantasia fosca del 2024 escrita, coproduïda, coeditat i dirigida per Jayro Bustamante. És protagonitzada per Giuliana Santa Cruz com una noia de 13 anys. que, fugint del seu pare maltractador, queda atrapada en un pis gestionat per l'estat d'on planeja fugir amb els seus companys de cel·la en un acte violent. És el primer llargmetratge coproduït entre Guatemala i els Estats Units.
Rita es va estrenar al 28è Festival Internacional de Cinema Fantasia el 25 de juliol de 2024, on va guanyar el premi a la millor fotografia.

## Argument
Una noia de 13 anys anomenada Rita aconsegueix escapar del seu pare maltractador. És acollida per un amable propietari d'un restaurant, on troba consol durant un temps, fins que és traslladada a una institució estatal plena d'éssers fantàstics, noies amb superpoders que planegen destruir les bruixes i els dimonis que governen el lloc i estan esperant que ella dugui a terme el seu pla de fugida.

## Repartiment
- Giuliana Santa Cruz com a Rita[7]
- Glendy Asturias Rucal com a Gladys[7]
- Ángela Joana Quevedo com a Sulmi[7]
- Alejandra Vásquez Carrillo com a Bebé[7]
- André Sebastián Aldana com a "La Terca"[7]
- Ernesto Molina Samperio com a William
- María Telón com a Celia
- Sabrina De La Hoz com a Monitora
- Margarita Kenéfic com a Ernestina
- Juan Pablo Olyslager com cap de policia
- Guie Cuyun com a oficial de policia

## Producció
La fotografia principal va tenir lloc enmig de la pandèmia de COVID-19, va durar tres mesos a Guatemala.

## Estrena
Es va estrenar el 25 de juliol de 2024, al 28è Festival Internacional de Cinema Fantasia, després es va projectar el 25 de setembre. 2024, al 25è Festival Internacional de Cinema de Calgary, i el 5 d'octubre de 2024, al 43è Festival Internacional de Cinema de Vancouver.
Es va estrenar comercialment el 8 d'agost de 2024, als cinemes de Guatemala, llavors es va publicar el 22 de novembre de 2024 a Shudder.

## Reconeixements
| Any  | Premi / Festival                              | Categoria                       | Receptor     | Resultat  | Ref.          |
| ---- | --------------------------------------------- | ------------------------------- | ------------ | --------- | ------------- |
| 2024 | 28è Festival Internacional de Cinema Fantasia | Cheval Noir – Millor pel·lícula | Rita         | Nominat   | [ 15 ] [ 16 ] |
| 2024 | 28è Festival Internacional de Cinema Fantasia | Millor fotografia               | Inti Briones | Guanyador | [ 15 ] [ 16 ] |